# Anacristina Rossi
Anacristina Rossi (San José, 1952) é uma escritora e jornalista costa-riquenha. 
Graduou-se como tradutora e intérprete pela Universidade de Paris. Na Holanda, fez o mestrado em Mulher e Desenvolvimento, no Instituto de Estudos Sociais de Haia. De volta ao seu país, lecionou na Universidade de Costa Rica, além de trabalhar com grupos de defesa dos direitos da mulher e de preservação do meio ambiente. 

## Obras
- 1985 - María la noche (romance) - Lumen, Barcelona
- 1991 - La Loca de Gandoca (romance) - Editorial Universitaria Centroamericana, San José
- 1993 - Situaciones Conyugales (contos) - Editorial REI, San José
- 2002 - Limón Blues (romance) - Alfaguara, San José
- 2007 - Limón Reggae (romance) - Editorial Legado, San José[3]
- 2007 - Ensayo sobre la violencia (ensaio) - Editorial Uruk, San José
- 2010 - El corazón del desarraigo: la primera literatura afrocostarricense (ensaio) - Editorial F&G, Cidade da Guatemala
- 2015 - Ana rana tiene sed (infantil)

## Prêmios
- María la noche - Premio Nacional de Novela de Costa Rica
- Limón Blues - Prêmio Casa de las Américas
- Medalha do centenário de Pablo Neruda